# 船橋市立葛飾中学校
船橋市立葛飾中学校（ふなばししりつ かつしかちゅうがっこう）は、千葉県船橋市印内一丁目にある公立中学校。通称は「葛中」 (かっちゅう)

## 概要
出典

### 校訓
- 健康 丈夫な体をつくる
- 英知 考える力をつくる
- 敬愛 思いやりの心を育てる

### 生活目標
- 思いやりの心
- きれいな学校
- 元気な挨拶
- 正しい服装

### 教育目標
『高い知性と広い視野を持ち、困難に負けない人間性豊かな生徒の育成』
めざす生徒像
- 学習意欲に溢れ、国際性・創造性の豊かな生徒
- 困難に負けず、目標に向かって最後までやり抜く逞しい生徒
- 心身共に健康で、礼儀正しく、積極的に挨拶のできる生徒
- 葛飾中生として誇りと責任を持ち、自ら進んで活動する生徒

### 経営方針
- 教職員の和を大切にし、学校運営に積極的に参画することに努める。
- 明るく充実した学校生活が送れるよう創意ある教育課程の編成と実施に努める。
- 教職員としての自覚と使命感を持ち、師弟同行の精神と創造的活動に努める。
- 生徒一人一人を理解し、学力の定着や向上、豊かな心の育成に努める。
- 清潔で安全、心安らぐ教育環境をつくる。
- 地域との交流を大切にし、地域から信頼され、愛される学校をつくる。

### 経営の重点
教育目標を達成するために、次の事項を重点とする。
- 学級・学年経営の充実
- 質の高い学習指導の推進
- 生徒指導・特別活動の充実
- 国際理解教育・保健安全教育・給食指導の推進
- 人権教育・福祉教育の充実
- 開かれた学校と地域社会との連携

## 主な行事
- 4月 入学式/新入生歓迎会
- 5月 1年校外学習、房総方面/2年校外学習神奈（鎌倉）方面
- 6月 生徒総会
- 7月 壮行会
- 8月 総合体育大会及び各種大会（部活動）
- 9月 体育祭
- 10月 葛の葉フェス(バザー)/3年修学旅行奈良・大阪方面
- 11月 1年訪問学習/2年職場体験/合唱コンクール
- 3月 3年生を送る会/卒業証書授与式

葛飾中学校では、文化祭が行われない。その代用として10月のバザーがある。葛飾中学校の合唱コンクールは例年学校の体育館ではなく、習志野文化ホールで行われている。

## 交通
- JR西船橋駅下車 徒歩10分

- 京成本線京成西船駅下車 徒歩5分
- 京成バス葛飾中学停留所下車 徒歩10秒

## 周辺施設
- 葛飾公民館
- 船橋市西図書館
- 印内1丁目集会所
- 葛飾商店街
- 京成西船駅（京成電鉄）
- 西船橋駅
- 京葉学園
- 宝成寺
- 印内八坂神社

## 学区内の小学校
- 船橋市立葛飾小学校
- 船橋市立小栗原小学校
- 船橋市立海神南小学校
- 船橋市立西海神小学校